# The Missing Link
The Missing Link sedmi je studijski album njemačkog heavy metal-sastava Rage. Diskografska kuća Noise Records objavila ga je 1. kolovoza 1993. Posljednji je album sastava na kojem je svirao Manni Schmidt. Godine 2002. album je ponovno objavljen s pjesmama s EP-a Refuge.

## Popis pjesama
| 1.    | »Firestorm«                | 4:57 |
| 2.    | »Nevermore«                | 4:27 |
| 3.    | »Refuge«                   | 3:39 |
| 4.    | »The Pit and the Pendulum« | 4:17 |
| 5.    | »From the Underworld«      | 3:09 |
| 6.    | »Certain Days«             | 5:45 |
| 7.    | »Who Dares«                | 4:27 |
| 8.    | »Wake Me When I'm Dead«    | 5:20 |
| 9.    | »Lost in the Ice«          | 9:48 |
| 10.   | »Her Diary's Black Pages«  | 3:35 |
| 11.   | »The Missing Link«         | 4:23 |
| 12.   | »Raw Carese«               | 5:24 |
| 59:11 |                            |      |

| Dodatne pjesme s izdanja iz 2002. | Dodatne pjesme s izdanja iz 2002.                | Dodatne pjesme s izdanja iz 2002. | Dodatne pjesme s izdanja iz 2002. | Dodatne pjesme s izdanja iz 2002. | Dodatne pjesme s izdanja iz 2002. | Dodatne pjesme s izdanja iz 2002. | Dodatne pjesme s izdanja iz 2002. | Dodatne pjesme s izdanja iz 2002. | Dodatne pjesme s izdanja iz 2002. |
| Br.                               | Skladba                                          | Trajanje                          |                                   |                                   |                                   |                                   |                                   |                                   |                                   |
| --------------------------------- | ------------------------------------------------ | --------------------------------- | --------------------------------- | --------------------------------- | --------------------------------- | --------------------------------- | --------------------------------- | --------------------------------- | --------------------------------- |
| 13.                               | »Another Kind of Madness«                        | 5:11                              |                                   |                                   |                                   |                                   |                                   |                                   |                                   |
| 14.                               | »Truth Hits Everybody« (obrada The Policea)      | 2:26                              |                                   |                                   |                                   |                                   |                                   |                                   |                                   |
| 15.                               | »I Can't Control Myself« (obrada The Troggsa)    | 2:48                              |                                   |                                   |                                   |                                   |                                   |                                   |                                   |
| 16.                               | »Beyond the Pale« (obrada The Missiona)          | 6:34                              |                                   |                                   |                                   |                                   |                                   |                                   |                                   |
| 17.                               | »Paranoid« (obrada Black Sabbatha, demo verzija) | 2:40                              |                                   |                                   |                                   |                                   |                                   |                                   |                                   |
| 78:50                             |                                                  |                                   |                                   |                                   |                                   |                                   |                                   |                                   |                                   |

## Zasluge
Rage
- Peter "Peavy" Wagner – vokali, bas-gitara, koncept naslovnice
- Manni Schmidt – gitara
- Chris Efthimiadis – bubnjevi

Dodatni glazbenici
- Detlef Goy – kontrabas
- Benjamin Rinnert – violina

Ostalo osoblje
- Sven Conquest – produkcija, inženjer zvuka, miks
- Bernd Steinwedel – mastering
- Karl-U. Walterbach – produkcija
- Peter Vahlefeld – dizajn, grafiki
- Duncan Storr – naslovnica albuma
- Martin Becker – fotografije
- Marisa Jacobi – dizajn, grafiki